# Hydrolagus macrophthalmus
Hydrolagus macrophthalmus é uma espécie de peixe da família Chimaeridae.
Pode ser encontrada nos seguintes países: Chile e possivelmente em Equador.
Os seus habitats naturais são: mar aberto.